# María del Carmen Franco y Polo
María del Carmen Franco y Polo, 1. vévodkyně z Franca, grandka španělská, markýza z Villaverde (14. září 1926, Oviedo – 29. prosince 2017, Madrid) byla jediná dcera španělského caudilla, generála Francisca Franca a jeho manželky Carmen Polo y Martínez-Valdés. V asturské módě byla známá pod mnoha přezdívkami, jako Nenuca, Carmelilla, Carmencita, Cotota a Morita.

## Životopis
Dne 10. dubna 1950 se vdala za lékaře, zaměřením kardiochirurga, se šlechtickým původem Cristóbala Martíneze-Bordiúa, s nímž počala celkem sedm dětí.
Zemřela dne 29. prosince 2017 ve věku 91 let na rakovinu v Madridu. O jejím úmrtí zpravil španělskou veřejnost její vnuk Ludvík Bourbonský.